# Ircinia intertexta
Ircinia intertexta är en svampdjursart som först beskrevs av Hyatt 1877.  Ircinia intertexta ingår i släktet Ircinia och familjen Irciniidae. Inga underarter finns listade i Catalogue of Life.